# Alone in the Dark (serie)
Alone in the Dark è una serie di videogiochi survival horror ideati da Frédérick Raynal per la società francese Infogrames.
I primi tre capitoli sono ambientati negli Stati Uniti d'America durante gli anni venti del XX secolo, mentre il quarto è ambientato in epoca contemporanea. Fatta eccezione per il primo capitolo e "The New Nightmare", in cui è possibile optare di giocare l'avventura con una donna, rispettivamente Emily Hartwood e Aline Cedrac, il protagonista dell'intera serie è un investigatore privato di nome Edward Carnby.

## Caratteristiche
I giochi della serie possono essere catalogati come avventure dotate di una buona dose di azione, ovvero avventure dinamiche: questa però è funzionale alla trama, ed è generalmente richiesta una certa dose di ragionamento per affrontare parecchi scontri. Tecnicamente i giochi sfruttano personaggi e oggetti tridimensionali, che si muovono in scenari ripresi da una telecamera fissa e da predeterminate inquadrature.
Pur essendo generalmente horror (più precisamente si parla di survival horror), le trame sono differenti e non legate fra loro: se nel primo titolo la trama è chiaramente ispirata ai racconti di Howard Phillips Lovecraft, cambia radicalmente nel secondo, dove la maggior parte dei nemici è composta da pirati e gangster; nel terzo entrano in gioco cowboy-mostro, fantasmi, riti Voodoo e mutazioni radioattive. Dal quarto titolo si vede un ritorno a un horror più tradizionale, con atmosfere più cupe e un maggiore senso di inquietudine, caratteristiche ereditate anche dal quinto capitolo.

## Videogiochi

Schermata di Alone in the Dark

La serie di videogiochi si compone di sei capitoli, più Jack in the Dark (1992) che è uno spin-off pubblicitario.

### Serie principale
| Titolo                     | Anno | Piattaforme                                               |
| -------------------------- | ---- | --------------------------------------------------------- |
| Alone in the Dark          | 1992 | MS-DOS Mac OS 3DO PC-98 FM Towns Acorn Archimedes Windows |
| Alone in the Dark 2        | 1993 | 3DO PlayStation Sega Saturn MS-DOS Mac OS Windows         |
| Alone in the Dark 3        | 1995 | MS-DOS Mac OS Windows                                     |
| Alone in the Dark (Requel) | 2008 | PlayStation 2 PlayStation 3 Xbox 360 Nintendo Wii Windows |

### Reboot
| Titolo                               | Anno | Piattaforme                                                |
| ------------------------------------ | ---- | ---------------------------------------------------------- |
| Alone in the Dark: The New Nightmare | 2001 | PlayStation PlayStation 2 Dreamcast Game Boy Color Windows |
| Alone in the Dark: Illumination      | 2015 | Windows                                                    |
| Alone in the Dark                    | 2024 | PlayStation 5 Xbox Series X/S Windows                      |

## Altri media

### Film
Il successo della serie di videogiochi ha portato alla produzione di due film: il primo, chiamato semplicemente Alone in the Dark e ispirato alla trama del quarto capitolo, è uscito nel 2005; il secondo, Alone in the Dark II, è dotato di una trama scollegata dai videogiochi, ed è uscito nel 2009 per il solo mercato home video.

### Fumetti
Nel 2001 è stato pubblicato un fumetto narrante una storia di poco precedente ad Alone in the Dark 4. Il fumetto, scritto da Jean-Marc Lofficier e disegnato da Matt Haley e Aleksi Briclot, è stato originariamente pubblicato in Francia, e in seguito pubblicato negli USA da Image Comics, ma anche in Spagna e in Italia.